# Jules Combarieu
Jules Léon Jean Combarieu (Cahors (Occitània), 3 de febrer, 1859 - París, 7 de juliol, 1916), va ser un musicòleg francès.

## Biografia
Com el seu germà gran, Abel Combarieu, nascut a Cahors el 30 de gener de 1856, i que esdevindria el cap de gabinet del president de la República Émile Loubet, Jules era fill d'Henri Combarieu, impressor, i de Marie-Louise Salbant, que es van casar a Quercy el 1855.
Va estudiar a la Sorbona, després a Berlín amb Philipp Spitta. Primer va ser professor de lletres a l'institut de Cahors des de 1882 i va rebre el diploma de lletres l'any 1884. El 1894 va rebre el títol de doctor en lletres, amb Les relacions de música i poesia considerades en focus des del punt de vista de l'expressió, i va ensenyar durant diversos anys a l'institut Louis-le-Grand.
El 1901 va fundar la Revue d'histoire et de critique musicales que es va convertir en la "Revue musicale" a partir de 1902 abans de fusionar-se amb la revista de la International Music Society el 1912.
El 1902, va ser cap de gabinet del ministre d'Educació Pública i Belles Arts i va ser nomenat Cavaller de la Legió d'Honor. El 1903 esdevingué inspector de l'acadèmia de París.
Entre 1904 i 1910 fou professor d'història de la música al "Collège de France".
El seu germà Abel Combarieu és oncle del diplomàtic i escriptor, membre de l'Acadèmia Francesa, Paul Morand. Christophe Combarieu, autor de Lied (1998) i Bel Canto (1999) (Preses Universitaires de France), és el seu besnét.

## Obres
- Le Rapport de la poésie et de la musique considérée du point de vue de l'expression (tesi, 1893),
- L'Influence de la musique allemande sur la musique française, in Jahrbuch Peters (1895),
- Estudis de filologia musical:

| « | Théorie du rythme dans la composition moderne d'après la doctrine antique, suivi d'un Essai sur l'archéologie musicale au xixe siècle et le problème de l'origine des neumes. (1896 - crítica i simplificació de Westphal; aquestes dues obres van rebre el Premi de l'Acadèmia), La Musique et la Magie. Étude sur les origines populaires de l'art musical - son influence - et sa fonction dans les sociétés (1896), Fragment de l'Énéide en musique d'après un manuscrit inédit (1898), | » |

- Élément de grammaire musicale historique (1906),
- La Musique: ses lois, son évolution, París, Flammarion, Biblioteca de Filosofia Científica (1907 - nombroses edicions en anglès), Premi Charles Blanc de l'Acadèmia Francesa el 1908.[10]
- Histoire de la musique des origines au début du xxe siècle (3 volums, París 1913-1919, després 5 volums amb René Dumesnil, A. Colin 1955-1960), premi Charles Blanc de l'Acadèmia Francesa el 1961.[11]
- Poésies de Valentin (Henri Bourette), (Ferdinand de Laroussilhe et Jules Combarieu), Lemerre, Cahors, 1885.